# Mentzelia gypsophila
Mentzelia gypsophila är en brännreveväxtart som beskrevs av Billie Lee Turner. Mentzelia gypsophila ingår i släktet Mentzelia och familjen brännreveväxter. Inga underarter finns listade i Catalogue of Life.